# アブドゥル・ムイス
アブドゥル・ムイス（Abdoel Moeis、1886年7月3日 - 1959年6月17日）は、インドネシアの作家、ジャーナリスト。オランダからの独立を掲げて民族主義運動に参加した。

## 生涯

### 政治活動
1886年7月3日に西スマトラ州スンガイのミナンカバウ人有力者の家に生まれる。成長したムイスはオランダ式の教育を受け、3年間ジャカルタで医学を学んだ。卒業後は官吏となるが、間もなくジャーナリストに転向し、1912年に民族主義新聞「Kaoem Moeda」を共同創刊する。ムイスは新聞でインドネシアの人々に対するオランダの姿勢を批判するなど植民地支配に否定的な立場を示し注目を浴びた。第一次世界大戦中はインドネシアの自治権拡大のために積極的に活動し、東インド防衛委員会のメンバーを務めた。
ムイスはサレカット・イスラムのメンバーとしても活動していた。ムイスはウマル・サイード・チョクロアミノトらサレカット・イスラムのメンバーと共にオランダ領東インド植民地議会の議員に選出され、現地人の地位向上と自治権拡大を目指した。しかし、1919年に北スラウェシ州に遊説に行った際に現地のオランダ人官吏殺害の容疑で逮捕される。釈放後の1922年にはジョグジャカルタ市で暴動に参加して逮捕され、西ジャワ州ガルトに3年間投獄される。

### 文学活動

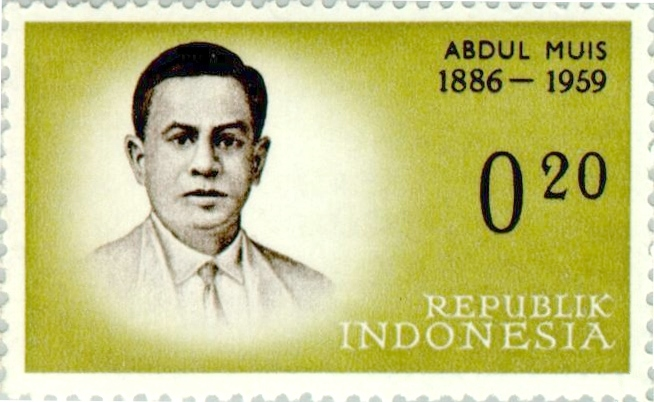
ムイスが描かれた切手（1961年）

1920年代後半からは政治から創作活動に重点を置き、1927年に出版社バライ・プスタカに所属する。1928年に人種差別と社会差別を描いた処女作『Salah Asuhan』を出版した。作中では男性ハナフィと女性コリーの悲恋を通して、「伝統的価値観を守るか、西洋的価値観を受け入れるか」という植民地下のインドネシアの人々の置かれた現実を描いている。
『Salah Asuhan』はムイスの最も有名な作品であると同時に、最も人気のある近代インドネシア文学作品の一つとなっている。2009にはインドネシア文化遺産シリーズの1作として、バライ・プスタカから復刻され、2010年にはロンター財団から英訳版が出版されている。その後、ムイスは『Pertemuan Jodoh』など4作の小説を執筆している。ムイスは生涯の後半をバンドンで過ごし、バンドン工科大学の設立にも関わった。第二次世界大戦後は西ジャワ州とスンダ族の近代化に力を注いだ。
1959年6月17日にバンドンで死去した。ムイスはインドネシア独立の闘士として評価されており、多くの都市にはムイスの名を冠した道路が存在する。死去した2カ月後の8月30日には、インドネシア民族主義への貢献を評価され、スカルノによってインドネシア国家英雄の称号を授与されている。

## 著作
- Salah Asuhan（英語版） , Jakarta : Balai Pustaka, 1928
- Pertemuan Jodoh（英語版） , Jakarta : Balai Pustaka, 1932
- Surapati, Jakarta : Balai Pustaka, 1950
- Hendak Berbakti, Jakarta, 1951
- Robert Anak Surapati, Jakarta : Balai Pustaka, 1953